# Kazumi Hajime
Kazumi Hajime (数見 肇) là một trong những võ sỹ nổi tiếng nhất của trường phái Kyokushin Karate.

## Sự nghiệp

### Sự nghiệp
Kazumi đạt 6 đẳng Kyokushin Karate. Anh bắt đầu tập Karate từ năm 15 tuổi và trở nên nổi tiếng khi đánh bại nhiều võ sỹ tên tuổi để vào đến trận chung kết giải All Japan Karate Tournament. Kể từ đó, anh chưa bao giờ xếp ngoài vị trí thứ hai ở mọi giải đấu mà mình tham dự. Những cú đấm, đá uy lực và kỹ thuật tuyệt vời giúp Kazumi lọt vào trận tới 7 trận chung kết ở các giải All Japan Karate Tournament, và giành 5 chức vô địch để phá đổ kỷ lục của Keiji Senpai. Anh cũng hai lần vào đến trận chung kết của giải World Open Tournaments, nhưng đều về nhì khi để thua Francisco Filho và Kenji Yamaki cùng thua bởi điểm số. 
Sau thất bại trước Francisco Filho (Chỉ thua bởi điểm số sau khi hòa ở cả thời gian thi đấu chính thức lẫn ba hiệp phụ), Kazumi tham gia và giành chức vô địch giải World Weight Category Tournament lần thứ 2 tại Osaka năm 2001 và giải All Japan Tournaments (vô địch lần thứ 5) khi đánh bại Hitoshi Kiyama trong trận chung kết.
Vào ngày 24 tháng 11 năm 2002, Kazumi chính thức từ chức ở Kyokushinkai (IKO1) để tham gia một tổ chức mới thành lập được dẫn dắt bởi Hatsuo Royama và Hiroshige. Sau đó, anhcũng rời khỏi tổ chức này để trở thành lãnh đạo của một nhóm độc lập các võ đường ở Tokyo.
Cùng với Tatsuya Iwasaki, Kazumi là tác giả của Shinseki Real Karate Bible, một cuốn sách nói về đối kháng của Karate. Anh cũng có nhiều video hướng dẫn luyện tập Karate trên Internet. 

### Phong cách chiến đấu
Với nền tảng là kỹ thuật Kyokushin, Kazumi tạo ra phong cách riêng của mình khi sử dụng nhiều các kỹ thuật tấn công bằng tay, thay vì dùng nhiều đòn chân như các võ sỹ đương thời. Những cú đấm mạnh mẽ cũng như phong cách chiến đấu linh hoạt đã giúp anh giành nhiều chiến thắng. 

## Các danh hiệu
- 2nd World Weight Tournament 2001 (IKO1) – Vô địch
- 7th World Open Tournament 1999 (IKO1) – Thứ 2 (Thua Francisco Filho)
- 6th World Open Tournament 1995 (IKO1) – 2nd Place (Lost to Kenji Yamaki)
- 1st World Team Cup 1998 (IKO1) – Vô địch (Thắng Brazil)
- 34th All Japan Open Karate Tournament 2002 (IKO1) – Vô địch (Thắng Hitoshi Kiyama)
- 30th All Japan Open Karate Tournament 1998 (IKO1) – Vô địch (Thắng Yoshihiro Tamura)
- 29th All Japan Open Karate Tournament 1997 (IKO1) – Vô địch (Thắng Garry O'Neill)
- 28th All Japan Open Karate Tournament 1996 (IKO1) – Vô địch (ThắngGarry O'Neill)
- 26th All Japan Open Karate Tournament 1994 – Thứ 2 (Thua Kenji Yamaki)
- 25th All Japan Open Karate Tournament 1993 – Vô địch (Thắng Yoshihiro Tamura)
- 24th All Japan Open Karate Tournament 1992 – Thứ 2 (thua Yoshihiro Tamura)

## Thử thách "100" của Kyokushin
Đây là thử thách của trường phái Kyokushin mà người thực hiện phải liên tục thi đấu đối kháng với 100 võ sỹ.
Kazumi hoàn thành thử thách "100" của Kyokushin năm 1995.
Kết quả được IKO công bố như sau:
- Mỗi trận 1 phút 30 giây
- Thời gian bắt đầu 11:38
- Thời gian hoàn thành 15:42
- Tổng thời gian thi đấu 3 giờ 20 phút 40 giây
- Tổng thời gian 4 giờ 4 phút
- Kết quả: 58 thắng, 42 hòa, không có thất bại
- Thắng knockout: 16
- Thắng theo quyết định của trọng tài: 42

## Bên ngoài đường dẫn
- Kazumi Dojo (Japanese)